# Coalition of Women for Peace
Coalition of Women for a Just Peace är en paraplyorganisation för ett antal kvinnogrupper I Israel. startad 2000.
De grupper som grundade koalitionen är Machsom Watch, Noga Feminist Journal, Women in Black, The Fifth Mother, TANDI, Bat Shalom, New Profile och NELED.
Koalitionens har följande principer för att lösa Palestinakonflikten
1. Slut på ockupationen

1. en palestinsk stat vid sidan av Israel
2. Jerusalem huvudstad för båda staterna och
3. Israel måste erkänna sin skyldighet för resultatet av 1948 års rkig och finna en lösning av det palestinska flyktingproblemet
4. opposition mot den militarism som genomsyrar Israel
5. rättvisa för palestinska medborgare i Israel
6. lika rättigheter för kvinnor och alla medborgare i Israel
7. involvera kvinnor I fredsförhandlingarna
8. sociala och ekonomiska rättigheter för Israels medborgare och integrering i regionen